# 钦貌拉
钦貌拉（緬甸語： / 英語：，1953年11月17日—2021年3月7日）是缅甸的政治人物。他是缅甸联邦议会上议院民族院若开邦第三选区议员，隶属于若开民族党。2021年3月6日，钦貌拉因参与针对缅甸政变的抗议而被捕；随后他在3月7日被警方宣布死亡。

## 人物简历
钦貌拉于1953年11月17日出生在缅甸若开邦的实兑，在从政之前曾经是一名记者。他是若开民族党的党员。在2010年缅甸议会选举中，他在若开邦第六选区胜选并成为缅甸联邦议会民族院议员。而在2015年缅甸议会选举中，他在若开邦第三选区胜选而再度连任民族院议员。